# Seol Young-woo
Seol Young-woo (설영우?; Ulsan, 5 dicembre 1998) è un calciatore sudcoreano, difensore della Stella Rossa e della nazionale sudcoreana.

## Statistiche

### Cronologia presenze e reti in nazionale
| Cronologia completa delle presenze e delle reti in nazionale ― Corea del Sud | Cronologia completa delle presenze e delle reti in nazionale ― Corea del Sud | Cronologia completa delle presenze e delle reti in nazionale ― Corea del Sud | Cronologia completa delle presenze e delle reti in nazionale ― Corea del Sud | Cronologia completa delle presenze e delle reti in nazionale ― Corea del Sud | Cronologia completa delle presenze e delle reti in nazionale ― Corea del Sud | Cronologia completa delle presenze e delle reti in nazionale ― Corea del Sud | Cronologia completa delle presenze e delle reti in nazionale ― Corea del Sud |
| Data                                                                         | Città                                                                        | In casa                                                                      | Risultato                                                                    | Ospiti                                                                       | Competizione                                                                 | Reti                                                                         | Note                                                                         |
| ---------------------------------------------------------------------------- | ---------------------------------------------------------------------------- | ---------------------------------------------------------------------------- | ---------------------------------------------------------------------------- | ---------------------------------------------------------------------------- | ---------------------------------------------------------------------------- | ---------------------------------------------------------------------------- | ---------------------------------------------------------------------------- |
| 20-6-2023                                                                    | Daejeon                                                                      | Corea del Sud                                                                | 1 – 1                                                                        | El Salvador                                                                  | Amichevole                                                                   | -                                                                            |                                                                              |
| 7-9-2023                                                                     | Cardiff                                                                      | Galles                                                                       | 0 – 0                                                                        | Corea del Sud                                                                | Amichevole                                                                   | -                                                                            |                                                                              |
| 12-9-2023                                                                    | Newcastle upon Tyne                                                          | Corea del Sud                                                                | 1 – 0                                                                        | Arabia Saudita                                                               | Amichevole                                                                   | -                                                                            |                                                                              |
| 13-10-2023                                                                   | Seul                                                                         | Corea del Sud                                                                | 4 – 0                                                                        | Tunisia                                                                      | Amichevole                                                                   | -                                                                            | 81’                                                                          |
| 17-10-2023                                                                   | Suwon                                                                        | Corea del Sud                                                                | 6 – 0                                                                        | Vietnam                                                                      | Amichevole                                                                   | -                                                                            | 46’                                                                          |
| 16-11-2023                                                                   | Seul                                                                         | Corea del Sud                                                                | 5 – 0                                                                        | Singapore                                                                    | Qual. Mondiali 2026                                                          | -                                                                            |                                                                              |
| 21-11-2023                                                                   | Shenzhen                                                                     | Cina                                                                         | 0 – 3                                                                        | Corea del Sud                                                                | Qual. Mondiali 2026                                                          | -                                                                            | 72’                                                                          |
| 6-1-2024                                                                     | Abu Dhabi                                                                    | Iraq                                                                         | 0 – 1                                                                        | Corea del Sud                                                                | Amichevole                                                                   | -                                                                            | 67’                                                                          |
| 15-1-2024                                                                    | Doha                                                                         | Corea del Sud                                                                | 3 – 1                                                                        | Bahrein                                                                      | Coppa d'Asia 2023 - 1º turno                                                 | -                                                                            |                                                                              |
| 20-1-2024                                                                    | Doha                                                                         | Giordania                                                                    | 2 – 2                                                                        | Corea del Sud                                                                | Coppa d'Asia 2023 - 1º turno                                                 | -                                                                            |                                                                              |
| 25-1-2024                                                                    | Al Wakrah                                                                    | Corea del Sud                                                                | 3 – 3                                                                        | Malaysia                                                                     | Coppa d'Asia 2023 - 1º turno                                                 | -                                                                            | 75’                                                                          |
| 30-1-2024                                                                    | Al Rayyan                                                                    | Arabia Saudita                                                               | 1 – 1 dts (2 – 4 dtr)                                                        | Corea del Sud                                                                | Coppa d'Asia 2023 - Ottavi di finale                                         | -                                                                            |                                                                              |
| 2-2-2024                                                                     | Al Wakrah                                                                    | Australia                                                                    | 1 – 2 dts                                                                    | Corea del Sud                                                                | Coppa d'Asia 2023 - Quarti di finale                                         | -                                                                            |                                                                              |
| 6-2-2024                                                                     | Al Rayyan                                                                    | Giordania                                                                    | 2 – 0                                                                        | Corea del Sud                                                                | Coppa d'Asia 2023 - Semifinale                                               | -                                                                            |                                                                              |
| 21-3-2024                                                                    | Seul                                                                         | Corea del Sud                                                                | 1 – 1                                                                        | Thailandia                                                                   | Qual. Mondiali 2026                                                          | -                                                                            |                                                                              |
| 26-3-2024                                                                    | Bangkok                                                                      | Thailandia                                                                   | 0 – 3                                                                        | Corea del Sud                                                                | Qual. Mondiali 2026                                                          | -                                                                            | 74’                                                                          |
| 5-9-2024                                                                     | Seul                                                                         | Corea del Sud                                                                | 0 – 0                                                                        | Palestina                                                                    | Qual. Mondiali 2026                                                          | -                                                                            | 67’                                                                          |
| 10-9-2024                                                                    | Mascate                                                                      | Oman                                                                         | 1 – 3                                                                        | Corea del Sud                                                                | Qual. Mondiali 2026                                                          | -                                                                            | 45+1’ 68’                                                                    |
| 10-10-2024                                                                   | Amman                                                                        | Giordania                                                                    | 0 – 2                                                                        | Corea del Sud                                                                | Qual. Mondiali 2026                                                          | -                                                                            |                                                                              |
| 15-10-2024                                                                   | Yongin                                                                       | Corea del Sud                                                                | 3 – 2                                                                        | Iraq                                                                         | Qual. Mondiali 2026                                                          | -                                                                            |                                                                              |
| 14-11-2024                                                                   | Al Kuwait                                                                    | Kuwait                                                                       | 1 – 3                                                                        | Corea del Sud                                                                | Qual. Mondiali 2026                                                          | -                                                                            |                                                                              |
| 19-11-2024                                                                   | Amman                                                                        | Palestina                                                                    | 1 – 1                                                                        | Corea del Sud                                                                | Qual. Mondiali 2026                                                          | -                                                                            | 90’                                                                          |
| 20-3-2025                                                                    | Goyang                                                                       | Corea del Sud                                                                | 1 – 1                                                                        | Oman                                                                         | Qual. Mondiali 2026                                                          | -                                                                            |                                                                              |
| 25-3-2025                                                                    | Suwon                                                                        | Corea del Sud                                                                | 1 – 1                                                                        | Giordania                                                                    | Qual. Mondiali 2026                                                          | -                                                                            |                                                                              |
| 5-6-2025                                                                     | Bassora                                                                      | Iraq                                                                         | 0 – 2                                                                        | Corea del Sud                                                                | Qual. Mondiali 2026                                                          | -                                                                            | 87’                                                                          |
| 10-6-2025                                                                    | Seul                                                                         | Corea del Sud                                                                | 4 – 0                                                                        | Kuwait                                                                       | Qual. Mondiali 2026                                                          | -                                                                            | 75’                                                                          |
| Totale                                                                       |                                                                              | Presenze                                                                     | 26                                                                           |                                                                              | Reti                                                                         | 0                                                                            |                                                                              |

## Palmarès

### Club

#### Competizioni nazionali
- K League 1: 2

Ulsan Hyundai: 2022, 2023
- Campionato serbo: 1

Stella Rossa: 2024-2025
- Coppa di Serbia: 1

Stella Rossa: 2024-2025

#### Competizioni internazionali
- AFC Champions League: 1

Ulsan Hyundai: 2020

### Nazionale
- Giochi asiatici: 1

2022